# Leslie Stevens
Leslie Stevens (Washington DC, 3 de fevereiro de 1924 - Los Angeles, 24 de abril de 1998) foi um ator, diretor, roteirista e produtor estadunidense. Filho do almirante Leslie Stevens, fez sua primeira marca na Broadway com o sucesso de sua peça “The marriage go-hound”. Eventualmente escreveu o roteiro de sua peça para a adaptação cinematográfica. Foi casado com a atriz Kate Manx, a qual dirigiu em dois de seus filmes: “Private property (1960)” e “Hero's Island (1962)”.
Em 1965 produziu e dirigiu o filme Inkubo, estrelado por William Shatner e totalmente falado em esperanto. Esse filme foi tirado de circulação por ele mesmo, afirmando que após a morte de dois de seus intérpretes ficou impossível de ser assistido.
Teve participação como roteirista, diretor ou produtor em clássicos como O Homem de Virgínia, O Homem Invisível (telessérie de 1975), A Quinta Dimensão e Battlestar Galactica.